# Luis del Pino
Luis Manuel del Pino González (Madrid, 9 de junio de 1962) es un periodista español.

## Biografía
Nacido en 1962, tiene estudios en Ingeniería de Telecomunicaciones, aunque ha desarrollado su carrera como periodista. Su madre es Marichari González Vegas, la primera periodista que entró en plantilla en ABC en 1966.
Trabajó con Federico Jiménez Losantos en la Cadena COPE. Entre 2004 y 2024 trabaja con el medio Libertad Digital. Entre 2009 y 2024 dirige el programa de información y tertulia política Sin complejos en esRadio, por el que recibió el premio Antena de Plata en 2015.
En febrero de 2024 anunció su marcha de Libertad Digital para incorporarse al Grupo Intereconomía y a El Toro TV a partir del 1 de abril.

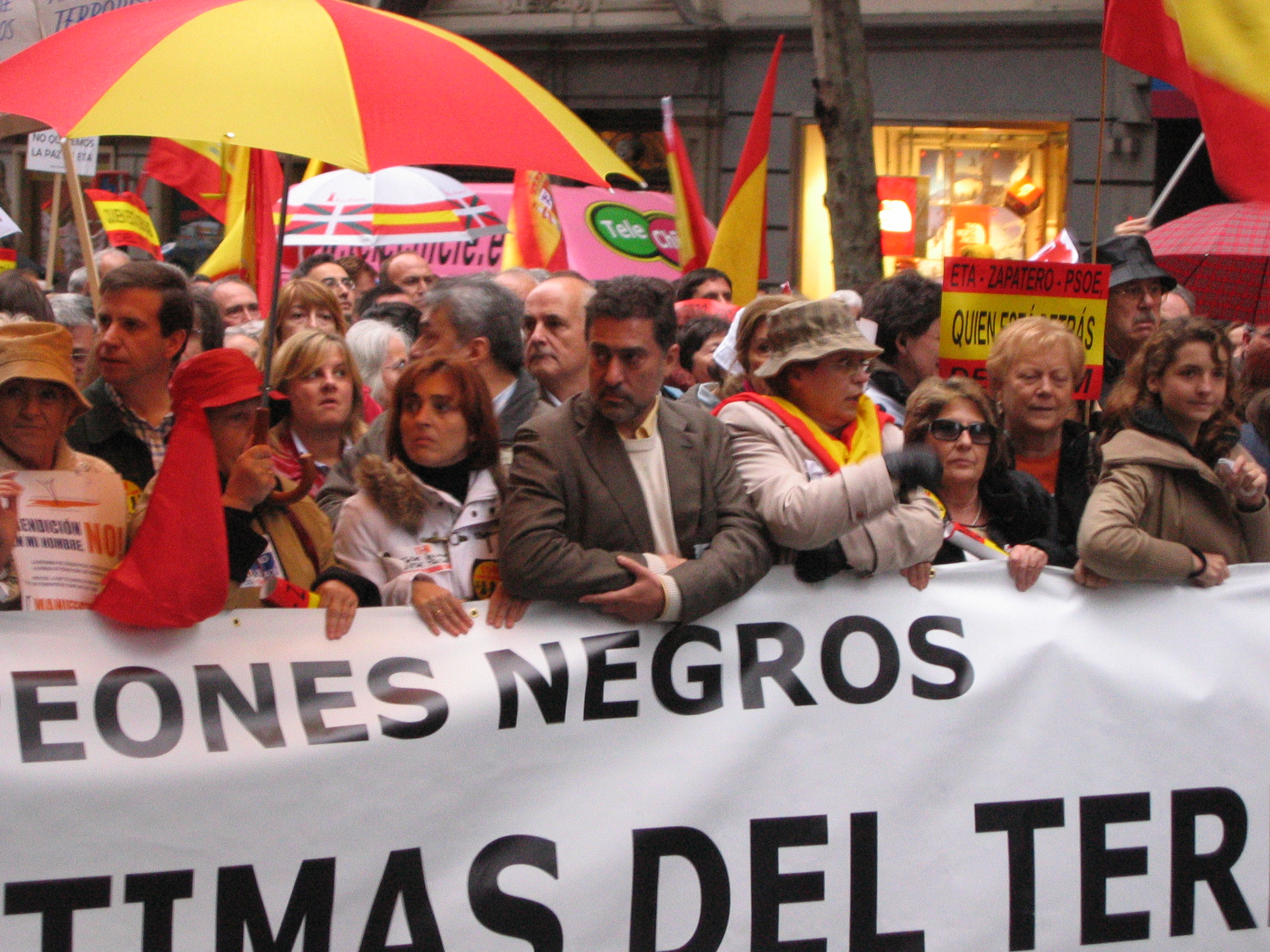
Luis del Pino tras una pancarta de Peones Negros, en una manifestación convocada por la Asociación Víctimas del Terrorismo.

Es conocido por ser uno de los principales defensores de las teorías de la conspiración surgidas en torno a los atentados del 11 de marzo de 2004, que cuestionan la sentencia judicial. Ha publicado libros tales como Los enigmas del 11-M. ¿Conspiración o negligencia? La plataforma «Peones Negros», de ideas similares, debe su nombre al símbolo utilizado por del Pino en su blog personal.

### Nueva etapa
- A partir del 9 de abril de 2024 en El Toro TV y Radio Libertad (España)
  - Un programa diario matutino en Radio Libertad y El Toro TV:
    - Este jueves por la tarde, El Toro TV confirmó que Luis del Pino y Carmen Carbonell conducirán un nuevo programa matinal de Radio Libertad, una noticia que ha sido compartida por el periodista madrileño en su cuenta de Twitter. El programa empezará a emitirse el 9 de abril.
    - El Toro TV, Luis del Pino confirmó que el programa se emitirá con carácter diario de 7:00 a 10:00 horas de la mañana, "inicialmente, posiblemente luego se vaya ampliando", señaló el periodista.

## Publicaciones
- Yo, el difamado: Fernando VII. Biografía apócrifa de un buen rey, La esfera de los libros, 2024, ISBN 978-8413847900
- La dictadura infinita: La evolucion autoritaria de un Occidente cobarde y cansado de sí mismo, La esfera de los libros, 2022, ISBN 978-8413843322
- Los enigmas del 11-M, LibrosLibres-Spiritus Media-Voz Papel, 2009, ISBN 978-8496088450, con prólogo de César Vidal
- Las mentiras del 11-M, 2007, Debolsillo, ISBN 978-8483465097
- 11-M Golpe de régimen, La esfera de los libros, 2007, ISBN 978-8497345989